# Гибсон, Чарльз Дана
Чарльз Дана Гибсон (англ. Charles Dana Gibson; 14 сентября 1867 — 23 декабря 1944) — американский художник и иллюстратор, известный как создатель феномена «девушек Гибсона», представляющих собой идеал красоты на рубеже XIX—XX вв.

## Биография
Гибсон родился в городе Роксбери, штат Массачусетс. Заметив его страсть к рисованию, родители зачислили его в художественную школу в Манхэттане. Через два года обучения он покинул школу и занялся поисками работы. Его первый рисунок был опубликован в 1886 году в журнале Life Джона Эмеса Митчелла (John Ames Mitchell). Впоследствии рисунки Гибсона появлялись на страницах этого издания в течение 30 лет.
Гибсон рисовал иллюстрации практически для всех крупных изданий Нью-Йорка: таких как Harper's Weekly, Scribners и Collier’s. Гибсон также иллюстрировал вышедшую в 1898 году книгу Энтони Хоупа «Пленник замка Зенда» и её продолжение «Руперт из Хенцау». Появление в 1890 году Девушек Гибсона принесло художнику не только известность, но и богатство.

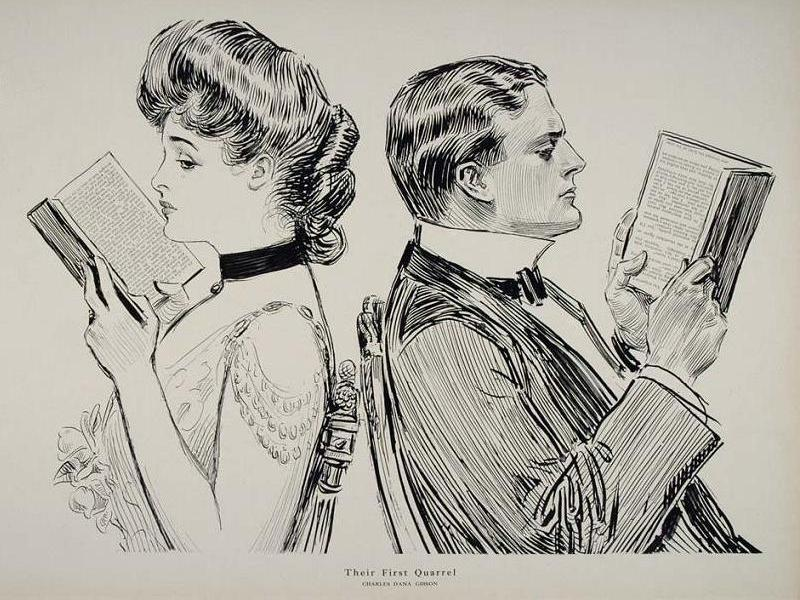
Первая ссора, 1914

В 1895 году Гибсон женился на Ирэн Лэнгхорн, сестре Нэнси Астор, первой женщины-парламентария в британской Палате общин. Обе красавицы сестры, вышедшие из некогда богатой семьи из Виргинии, послужили прообразом для создания «Девушек Гибсона».
После смерти Митчелла в 1918 году Гибсон стал редактором, а потом и владельцем журнала Life. После Первой мировой войны популярность «Девушек Гибсона» пошла на убыль. До ухода на покой в 1936 году художник писал картины маслом для собственного удовольствия.
В его честь был назван коктейль Мартини Гибсона, так как его любимым напитком был мартини с джином, украшенный маринованным луком вместо традиционных оливок и лимонной цедры. Гибсону принадлежал остров недалеко от города Айлсборо, штат Мэн, который получил название «Остров в 700 акров». Там Гибсон и его жена подолгу жили.
После смерти в 1944 году Чарльз Дана Гибсон был похоронен на кладбище Маунт Оберн в городе Кембридж, штат Массачусетс.

## Работы

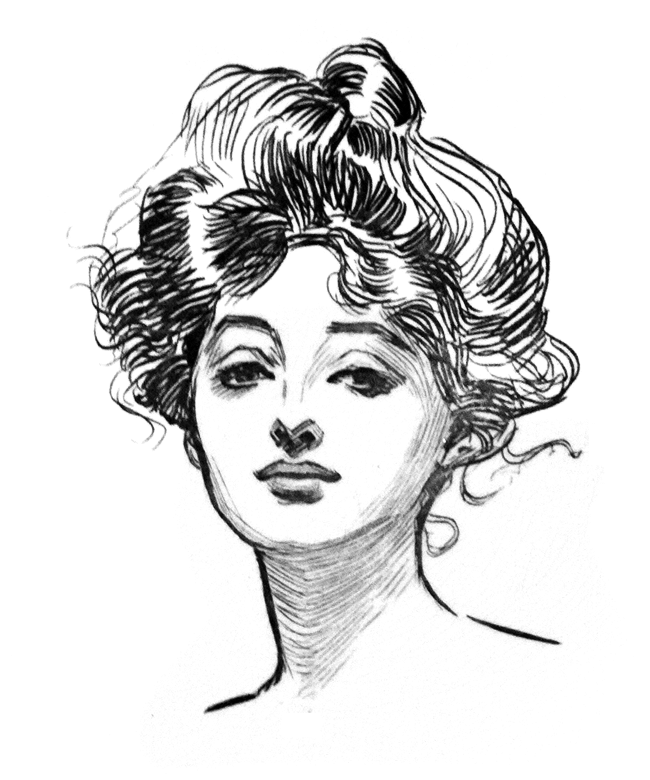
Девушка Гибсона, около 1900 г.
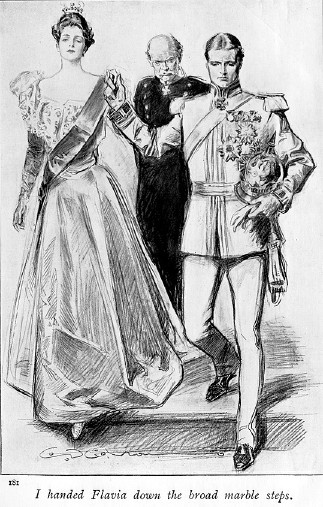
Фронтиспис к Узнику замка Зенда, 1898 г.
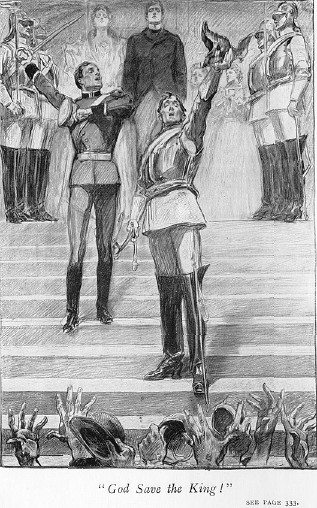
Иллюстрация к Руперту из Хенцау, 1898 г.
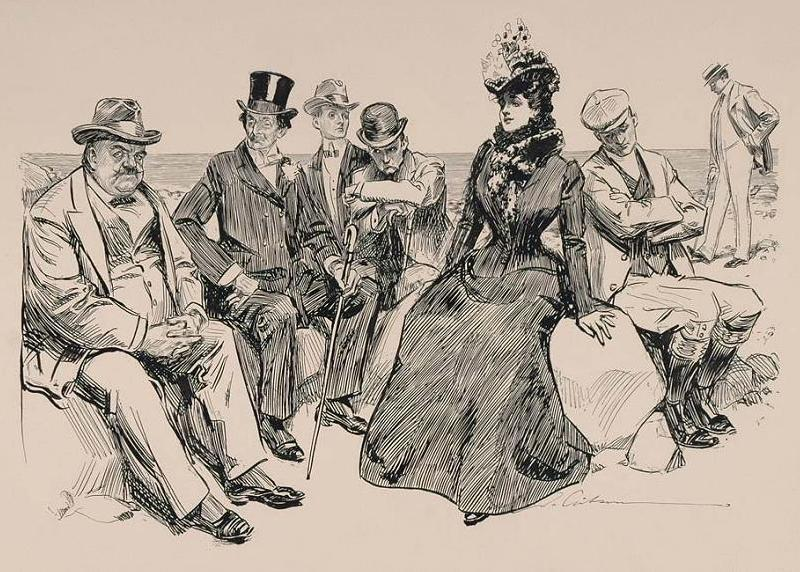
На пляже, 1901 г.

## Другие работы
- Gibson, Charles Dana. Зарисовки из Египта (неопр.). — New York: Doubleday & McClure Co., 1905.